# Bivolari
Bivolari là một xã thuộc hạt Iași, România. Dân số thời điểm năm 2002 là 4525 người.